# Celadió
Celadió (llatí: Celadion o Cladianus) va ser el novè patriarca d'Alexandria. Va governar la seu de l'any 152 al 166.
Havia nascut a Alexandria, i va ser elegit durant el regnat de l'emperador Antoní Pius, el 16 de gener de l'any 152, després de la mort del seu predecessor Marcià.
El seu patriarcat va ser principalment pacífic. Va ser patriarca durant catorze anys, sis mesos i tres dies, i va morir durant el regnat de Marc Aureli i Luci Ver, el 16 de juliol de l'any 166. L'Església Ortodoxa Copta el venera com a sant.